# 애디슨 크랜덜 깁스
애디슨 크랜덜 깁스 (Addison Crandall Gibbs, 1825년 7월 9일 ~ 1886년 12월 29일)는 미국의 정치인으로 1862년부터 1866년까지 제2대 오리건주지사였으며 이전적으로 오리건 준주의 입법 기관, 그리고 이후에 주의 입법부에서 지냈다.

## 어린 시절
뉴욕주 카타라우구스군에서 태어난 깁스는 교사가 되기 전에 주가 운영하는 사범대학에서 수학하고 졸업하였다. 이후에 그는 법조계를 통과하고 1849년 캘리포니아주로 이주하였다.

## 오리건주 정치
1850년 깁스는 오리건 준주로 이주하였다. 거기서 자신이 1852년 오리건 준주 입법부의 일원이 될 엄프쿼 강에 있는 가디너 읍으로 이주하였다. 그는 또한 엄프쿼 강의 어귀에 위치한 가디너를 위한 관세 징수원으로 임명되었다.
1860년 깁스는 오리건주 포틀랜드로 이사하여 주의 하원으로 선출되었다. 1862년 그는 오리건주지사로 선출되었고 그의 기간은 그해 9월 10일에 시작되어 미국 남북 전쟁이 일어난 동안 지냈다. 1864년 미국 의회의 명령에 응답한 깁스는 오리건주민들로부터 반대에 불구하고 보병 연대를 양성하였다. 그는 또한 오리건주에서 분리 운동들을 진압하는 데 자신의 권력을 이용하였다. 그의 기간은 1866년 9월 12일에 끝났다.
주지사로서 자신의 기간 후, 깁스는 오리건주 입법부의 선택으로서 제임스 W. 네이스미스를 헨리 W. 코벳과 대체하는 데 1866년 미국 상원을 위하여 비성공적인 후보였다. 그러고나서 깁스는 오리건주 미국 연방지방법원을 위하여 지방 검사를, 그리고 인디언들을 상대로 전쟁들로부터 전쟁 청구권을 해결하는 데 위원을 지냈다. 깁스가 오리건주에서 부정 선거를 기소하고 있었던 동안 오리건주 지방 검사로서 깁스는 전직 오리건주 상원이자 율리시스 S. 그랜트 대통령의 법무장관 조지 헨리 윌리엄스에 의하여 논란에 여지가 있어 직위로부터 해임되었다. 그러고나서 그는 포틀랜드에서 오늘날 밀러 내시 그레이엄 앤드 던 LLP란 곳에서 변호사 개업으로 돌아갔다.

## 사망
1886년 12월 29일 잉글랜드 런던에서 사망하였고 그의 유해는 오리건주 입법부의 행위로 잉글랜드로부터 반환되었으며 1887년 포틀랜드에 있는 리버뷰 묘지에 안치되었다.